# 楊繼勳
楊繼勳為中國清朝武官官員，本籍福建。行伍出身的楊繼勳於1822年（道光2年）奉旨接替陳一凱，於台灣地區擔任台灣水師協副將。而隸屬台灣鎮之下的此官職是台灣清治時期的這階段，全台灣的海防軍事層級最高武將，其統帥三標水營，數千名水師兵勇。
| 前任： 陳一凱 | 台灣水師協副將 1822年上任 | 繼任： 溫兆鳳 |